# Hospital general de San Fernando
El Hospital general de San Fernando (en inglés: San Fernando General Hospital) se encuentra en la Avenida Independence (Independencia) en la ciudad de San Fernando, en el país caribeño de Trinidad y Tobago. Se considera como la principal unidad de trauma para la región sur de la isla de Trinidad.
El hospital ofrece a sus pacientes muchos servicios necesarios, algunos de los cuales rara vez están disponibles en otras partes del país.
Forma parte del sistema llamado (South West Regional Health Authority; Autoridad de salud regional del Suroeste).